# 50-40-90 Club
50-40-90 Club – nieformalne określenie odnoszące się do elitarnej grupy zawodników NBA, których procentowa ilość trafień wynosiła 50% z pola, 40% rzutów za 3 punkty, i 90% z rzutów wolnych podczas całego sezonu NBA, gdy osiągnęli również NBA League minimum w każdej kategorii.
W historii NBA 8 zawodników stało się członkami „Klubu” – byli to: Larry Bird, Mark Price, Reggie Miller, Steve Nash, Dirk Nowitzki, Kevin Durant, Stephen Curry i Malcolm Brogdon.
Pojęcie to bywa także używane w odniesieniu do adekwatnego osiągnięcia w innych ligach.